# Faro de Llanes
El Faro de Llanes (en asturiano, Faru de Llanes) está situado en la Punta de San Antón, sobre el acantilado en la margen de babor de la entrada al puerto de Llanes, Principado de Asturias (España). 

## Historia
En funcionamiento desde 1860 y electrificado en 1920. Desde él puede divisarse la playa urbana de Puerto Chico, sita en Llanes. En 1946 se produjo un incendio y en 1950 se reconstruyó el faro. En 1959 entró en servicio un radiofaro. El Faro se encuentra en un terreno de 400 metros cuadrados. La torre es octogonal, blanca, con casa. La altura sobre el nivel del mar es de 18 metros y de 8 metros sobre el terreno. Su alcance es de 15 millas marinas.